# Тополево (Хабаровский край)
То́полево — село в Хабаровском районе Хабаровского края. Административный центр Тополевского сельского поселения.

## География
Село Тополево — спутник города Хабаровска, на западе граничит с территорией Хабаровского аэропорта и Авиагородка (микрорайон Хабаровска).
Стоит на трассе Хабаровск — Комсомольск-на-Амуре. От села Тополево на восток идёт дорога к селу Гаровка-1 и к посёлку им. Горького (Железнодорожный район Хабаровска).

## История
В 1969 году указом президиума ВС РСФСР селение центральной усадьбы совхоза имени Ленина переименовано в село Тополево.

## Население
| 1992 | 2002  | 2010  | 2011  | 2012  | 2021  |
| ---- | ----- | ----- | ----- | ----- | ----- |
| 4500 | ↘4241 | ↗4384 | ↗4399 | ↗4564 | ↗6022 |

## Инфраструктура
- Сельскохозяйственные предприятия Хабаровского района.
- В окрестностях села Тополево находятся садоводческие общества хабаровчан.
- Жилой фонд села Тополево состоит из среднеэтажных домов и частного сектора.

## Интересные факты
В советское время название села употреблялось преимущественно официально, обычно использовалось название «Совхоз им. Ленина», например, автобус маршрута № 26 «Дворец профсоюзов — Совхоз им. Ленина».[значимость факта?]